# Jean-Louis Duplat
Jean-Louis Duplat (Ukkel, 30 mei 1937) is een Belgisch voormalig advocaat, magistraat en bestuurder.

## Levensloop
Jean-Louis Duplat is een kleinzoon van advocaat en katholiek volksvertegenwoordiger Georges Duplat en een zoon van Jan Duplat, die de krant Nieuws van de Dag leidde.
Hij studeerde rechten aan de Facultés universitaires Notre Dame de la Paix in Namen en de Université catholique de Louvain. Hij was advocaat aan de balie van Brussel. In oktober 1974 werd hij eerste substituut van de procureur des konings. Hij onderwees ook fiscaal recht aan de Naamse universiteit. Later werd hij voorzitter van de Brusselse rechtbank van koophandel, onder meer tijdens het vijandig overnamebod van Carlo de Benedetti op de Generale Maatschappij van België in 1988. Hij verwierp de kapitaalverhoging van 20 miljard Belgische frank van de Generale Bank om de Generale Maatschappij te redden.
In 1989 volgde Duplat Walter Van Gerven als voorzitter van de Bankcommissie op. Onder zijn bewind werd deze instelling tot de Commissie voor het Bank- en Financiewezen (CBF) omgevormd. Eddy Wymeersch volgde hem in 2001 op. Vervolgens werd hij adviseur bij consultinggroep Ernst & Young, wat hij bleef tot 2007.
In 2007 volgde hij Daniël Cardon de Lichtbuer als voorzitter van Child Focus op. In 2017 volgde François Cornelis hem op. Verder was hij voorzitter van de raden van bestuur van vastgoedbevak Aedificia (tot 2014) en vermogensadviseur Portolani en bestuurder van ziekenhuisgroep CHIREC, het farmaceutisch bedrijf Omega Pharma (tot 2010) en schoenwinkelketen Brantano.
Duplat ontving in 2002 de VRG-Alumniprijs.